# Quadrimaera inaequipes
Quadrimaera inaequipes is een vlokreeftensoort uit de familie van de Maeridae. De wetenschappelijke naam van de soort is voor het eerst geldig gepubliceerd in 1851 door A. Costa.